# Jean Hersholt
Jean Pierre Hersholt (Copenhague, 12 de julho de 1886 — Hollywood, 2 de junho de 1956) foi um ator e tradutor dinamarquês naturalizado estadunidense. Jean fez sucesso em filmes e no rádio, mais conhecido por seus 17 anos estrelando "Dr. Christian" no rádio e interpretando o avô de Shirley Temple em "Heidi". No total, foram 75 filmes mudos e 65 sonoros. Ele apareceu em 140 filmes e dirigiu quatro. É também tio do ator e comediante Leslie Nielsen.
Hersholt foi homenageado duas vezes com um Oscar Honorário por seus serviços à indústria do entretenimento, na primeira vez em 1940 e na segunda em 1950, e em sua honra o Prêmio Humanitário Jean Hersholt foi criado pela Academy of Motion Picture Arts and Sciences. Ele tem uma estrela na Calçada da Fama em Hollywood por seu trabalho no cinema e outra por seu trabalho no rádio.
Uma grande coleção de livros de Hans Christian Andersen pertencente a Hersholt está agora na Biblioteca do Congresso. Ele traduziu mais de 160 contos de Andersen para o idioma inglês. Foram publicados em 1949 em seis volumes como The Complete Andersen. Suas traduções são consideradas como as melhores versões existentes no idioma inglês. Hersholt foi condecorado pelo rei Cristiano X da Dinamarca, em 1948, em parte devido a este esforço. Jean Hersholt faleceu aos 69 anos, em 2 de junho de 1956 vítima de um câncer, está enterrado no famoso cemitério Forest Lawn Memorial Park (Glendale).

## Filmografia parcial
- 1927 - Príncipe Estudante (The Student Prince in Old Heidelberg)
- 1929 - As Duas Gerações (The Younger Generation)
- 1932 - Carne (Flesh)
- 1932 - A Fera da Cidade (The Beast of the City)
- 1932 - A Máscara de Fu Manchu (The Mask of Fu Manchu)
- 1932 - O Pecado de Madelon Claudet (The Sin of Madelon Claudet)
- 1932 - Emma (Emma)
- 1933 - Relíquia de Amor (Christopher Bean)
- 1934 - Alma de Médico (Men in White)
- 1934 - O Véu Pintado (The Painted Veil)
- 1936 - Sins of Man
- 1936 - A Rainha do Patim (One in a Million)
- 1936 - As Cinco Gêmeas da Fortuna (Reunion)
- 1936 - O Bom Inimigo (Tough Guy)
- 1936 - Corações em Ruína (Break of Hearts)
- 1936 - A Mulher de Meu Irmão (His Brother's Wife)
- 1937 - Heidi
- 1937 - O Sétimo Céu (Seventh Heaven)
- 1938 - Feliz Aterrissagem (Happy Landing)
- 1938 - Epopéia do Jazz (Alexander's Ragtime Band)
- 1938 - Mendigo Milionário (I'll Give a Million)
- 1955 - Fora das Grades (Run for Cover)